# Hatiya (Baglung)
Pour les articles homonymes, voir Hatiya.
Hatiya (en népalais : हटिया) est un comité de développement villageois du Népal situé dans le district de Baglung. Au recensement de 2011, il comptait 7 240 habitants.